# Is It You?
"Is It You?" to piosenka R&B wykonywana przez amerykańską wokalistkę Cassie. Wyprodukowany przez Ryana Leslie'a, utwór wydany został jako utwór promujący ścieżkę dźwiękową do filmu Step Up 2: The Streets dnia 12 maja 2008 w Wielkiej Brytanii.

## Listy utworów i formaty singla
Brytyjski singel digital download
1. Is It You? (Album Version) — 3:12

## Teledysk
Teledysk do singla odbył premierę dnia 1 lutego 2008 na oficjalnej witrynie MySpace promowanego filmu. Klip rozpoczyna się ujęciem ukazującym producenta utworu grającego na fortepianie intro obecnie jedynie w teledysku. Następnie Cassie zaczyna śpiewać stojąc przy instrumencie. W czasie trwania klipu pojawiają się sceny pozujące fabułę filmu Step Up 2: The Streets.

## Pozycje na listach
| Lista przebojów (2008)   | Najwyższa pozycja |
| ------------------------ | ----------------- |
| Kanada Billboard Hot 100 | 85                |
| UK Singles Chart         | 52                |